# Władcy Karyntii

## Księstwo Karyntii
W 976 roku Karyntia została podniesiona do  rangi księstwa.
Dynastia Luitpoldingów
| # | Imię       |          | Lata życia | Lata życia         | Czas rządów | Czas rządów | Rodzice                    |
| # | Imię       | Urodzony | Zmarł      | Od                 | Do          |             | Rodzice                    |
| - | ---------- | -------- | ---------- | ------------------ | ----------- | ----------- | -------------------------- |
| 1 | Henryk III |          | 940        | 5 października 989 | 976         | 978         | Bertold Wiltrud von Bergen |

Dynastia salicka
| # | Imię   |          | Lata życia | Lata życia       | Czas rządów | Czas rządów | Rodzice                       |
| # | Imię   | Urodzony | Zmarł      | Od               | Do          |             | Rodzice                       |
| - | ------ | -------- | ---------- | ---------------- | ----------- | ----------- | ----------------------------- |
| 2 | Otto I |          | ok. 948    | 4 listopada 1004 | 978         | 983         | Konrad I Rudy Liutgarda Saska |

Dynastia Luitpoldingów
| #   | Imię       |          | Lata życia | Lata życia         | Czas rządów | Czas rządów | Rodzice                    |
| #   | Imię       | Urodzony | Zmarł      | Od                 | Do          |             | Rodzice                    |
| --- | ---------- | -------- | ---------- | ------------------ | ----------- | ----------- | -------------------------- |
| (1) | Henryk III |          | 940        | 5 października 989 | 983         | 989         | Bertold Wiltrud von Bergen |

Dynastia Ludolfingów
| # | Imię      |          | Lata życia | Lata życia                          | Czas rządów | Czas rządów     | Rodzice                   |
| # | Imię      | Urodzony | Zmarł      | Od                                  | Do          |                 | Rodzice                   |
| - | --------- | -------- | ---------- | ----------------------------------- | ----------- | --------------- | ------------------------- |
| 3 | Henryk II |          | 951        | 28 sierpnia 995 opactwo Gandersheim | 989         | 28 sierpnia 995 | Henryk I Ludolfing Judyta |

Dynastia salicka
| #   | Imię     |          | Lata życia | Lata życia             | Czas rządów | Czas rządów            | Rodzice                       |
| #   | Imię     | Urodzony | Zmarł      | Od                     | Do          |                        | Rodzice                       |
| --- | -------- | -------- | ---------- | ---------------------- | ----------- | ---------------------- | ----------------------------- |
| (2) | Otto I   |          | ok. 948    | 4 listopada 1004       | 995         | 4 listopada 1004       | Konrad I Rudy Liutgarda Saska |
| 4   | Konrad I |          | ok. 975    | 12 lub 15 grudnia 1011 | 1004        | 12 lub 15 grudnia 1011 | Otto I Judyta z Karyntii      |

Dynastia Eppensteinów
| # | Imię     |          | Lata życia | Lata życia                  | Czas rządów | Czas rządów       | Rodzice                           |
| # | Imię     | Urodzony | Zmarł      | Od                          | Do          |                   | Rodzice                           |
| - | -------- | -------- | ---------- | --------------------------- | ----------- | ----------------- | --------------------------------- |
| 5 | Adalbert |          | ok. 980    | 28 listopada 1039 Ebersberg | 1012        | 28 listopada 1039 | Markwart III Hadmud von Ebersberg |

Dynastia salicka
| # | Imię      |          | Lata życia                    | Lata życia                  | Czas rządów | Czas rządów   | Rodzice                            |
| # | Imię      | Urodzony | Zmarł                         | Od                          | Do          |               | Rodzice                            |
| - | --------- | -------- | ----------------------------- | --------------------------- | ----------- | ------------- | ---------------------------------- |
| 6 | Konrad II |          | zap. 1003                     | 20 lipca 1039               | 1035        | 20 lipca 1039 | Konrad I Karyncki Matylda Szwabska |
| 7 | Henryk    |          | 28 października 1016 lub 1017 | 5 października 1056 Bodfeld | 1039        | 1047          | Konrad II Salicki Gizela Szwabska  |

Dynastia Welfów
| # | Imię |          | Lata życia | Lata życia                     | Czas rządów | Czas rządów       | Rodzice            |
| # | Imię | Urodzony | Zmarł      | Od                             | Do          |                   | Rodzice            |
| - | ---- | -------- | ---------- | ------------------------------ | ----------- | ----------------- | ------------------ |
| 8 | Welf |          | ?          | 13 listopada 1055 zamek Bodman | 1047        | 13 listopada 1055 | Welf II Irmentruda |

Dynastia Ezzonidów
| # | Imię       |          | Lata życia | Lata życia | Czas rządów | Czas rządów | Rodzice             |
| # | Imię       | Urodzony | Zmarł      | Od         | Do          |             | Rodzice             |
| - | ---------- | -------- | ---------- | ---------- | ----------- | ----------- | ------------------- |
| 9 | Konrad III |          | ?          | 1061       | 1056/7      | 1061        | Hezel von Zülpich ? |

Dynastia Zähringen
| #  | Imię      |          | Lata życia | Lata życia                            | Czas rządów | Czas rządów      | Rodzice   |
| #  | Imię      | Urodzony | Zmarł      | Od                                    | Do          |                  | Rodzice   |
| -- | --------- | -------- | ---------- | ------------------------------------- | ----------- | ---------------- | --------- |
| 10 | Bertold I |          | ok. 1000   | 6 listopada 1078 Weilheim an der Teck | 1061        | 6 listopada 1077 | Bertold ? |

Dynastia Eppenstein
| #  | Imię                   |          | Lata życia | Lata życia     | Czas rządów | Czas rządów    | Rodzice                   |
| #  | Imię                   | Urodzony | Zmarł      | Od             | Do          |                | Rodzice                   |
| -- | ---------------------- | -------- | ---------- | -------------- | ----------- | -------------- | ------------------------- |
| 11 | Luitold von Eppenstein |          | ok. 1050   | 12 maja 1090   | 1077        | 12 maja 1090   | Markwart Liutbirg z Plain |
| 12 | Henryk III             |          | ok. 1050   | 4 grudnia 1122 | 1090        | 4 grudnia 1122 | Markwart Liutbirg z Plain |

Dynastia Spanheim
| #  | Imię      |          | Lata życia    | Lata życia                               | Czas rządów | Czas rządów          | Rodzice                     |
| #  | Imię      | Urodzony | Zmarł         | Od                                       | Do          |                      | Rodzice                     |
| -- | --------- | -------- | ------------- | ---------------------------------------- | ----------- | -------------------- | --------------------------- |
| 13 | Henryk IV |          | ok. 1065/70   | 14 grudnia 1123                          | 1022        | 14 grudnia 1123      | Engelbert I Jadwiga         |
| 14 | Engelbert |          | ?             | 13 kwietnia 1141 klasztor Seeon          | 1123        | 1135                 | Engelbert I Jadwiga         |
| 15 | Ulryk I   |          | ?             | 7 kwietnia 1144                          | 1135        | 7 kwietnia 1144      | Engelbert Uta z Passawy     |
| 16 | Henryk V  |          | ?             | 12 października 1161                     | 1144        | 12 października 1161 | Ulryk I Judyta Badeńska     |
| 17 | Herman    |          | ?             | 4 października 1181                      | 1161        | 4 października 1181  | Ulryk I Judyta Badeńska     |
| 18 | Ulryk II  |          | ok. 1176      | 10 sierpnia 1202                         | 1181        | 10 sierpnia 1202     | Herman Agnieszka Austriacka |
| 19 | Bernard   |          | 1176 lub 1181 | 4 stycznia 1256 Völkermarkt              | 1202        | 4 stycznia 1256      | Herman Agnieszka Austriacka |
| 20 | Ulryk III |          | ok. 1220      | 27 października 1269 Cividale del Friuli | 1256        | 27 października 1269 | Bernard Judyta Czeska       |

Dynastia Przemyślidów
| #  | Imię                |          | Lata życia | Lata życia                | Czas rządów | Czas rządów       | Rodzice                              |
| #  | Imię                | Urodzony | Zmarł      | Od                        | Do          |                   | Rodzice                              |
| -- | ------------------- | -------- | ---------- | ------------------------- | ----------- | ----------------- | ------------------------------------ |
| 21 | Przemysł Ottokar II |          | ok. 1233   | 26 sierpnia 1278 Dürnkrut | 1269        | 21 listopada 1276 | Wacław I Czeski Kunegunda Hohenstauf |

Dynastia Habsburgów
| #  | Imię     |          | Lata życia                   | Lata życia          | Czas rządów       | Czas rządów | Rodzice                                     |
| #  | Imię     | Urodzony | Zmarł                        | Od                  | Do                |             | Rodzice                                     |
| -- | -------- | -------- | ---------------------------- | ------------------- | ----------------- | ----------- | ------------------------------------------- |
| 22 | Rudolf I |          | 1 maja 1218 Limburg nad Lahn | 15 lipca 1291 Spira | 21 listopada 1276 | 1286        | Albrecht IV von Habsburg Jadwiga von Kyburg |

Dynastia Meinhardynów
| #  | Imię              |          | Lata życia | Lata życia                   | Czas rządów | Czas rządów      | Rodzice              |
| #  | Imię              | Urodzony | Zmarł      | Od                           | Do          |                  | Rodzice              |
| -- | ----------------- | -------- | ---------- | ---------------------------- | ----------- | ---------------- | -------------------- |
| 23 | Meinhard II       |          | ok. 1239   | 1 listopada 1295 Greifenburg | 1286        | 1 listopada 1295 | Meinhard I Adelajda  |
| 24 | Otto III Karyncki |          | ok. 1265   | 25 maja 1310                 | 1295        | 25 maja 1310     | Meinhard II Elżbieta |
| 25 | Henryk VI         |          | ok. 1265   | 2 kwietnia 1335 zamek Tyrol  | 1310        | 2 kwietnia 1335  | Meinhard II Elżbieta |

Dynastia Habsburgów
| #   | Imię                                     |          | Lata życia                    | Lata życia                         | Czas rządów      | Czas rządów                | Rodzice                               |
| #   | Imię                                     | Urodzony | Zmarł                         | Od                                 | Do               |                            | Rodzice                               |
| --- | ---------------------------------------- | -------- | ----------------------------- | ---------------------------------- | ---------------- | -------------------------- | ------------------------------------- |
| 26  | Otto IV                                  |          | 23 lipca 1301 Wiedeń          | 17 lutego 1339 Neuberg an der Mürz | 2 kwietnia 1335  | 17 lutego 1339             | Albrecht I Habsburg Elżbieta Tyrolska |
| 227 | Albrecht II Kulawy                       |          | 12 grudnia 1298 Habsburg      | 16 sierpnia 1358 Wiedeń            | 2 kwietnia 1335  | 16 sierpnia 1358           | Albrecht I Habsburg Elżbieta Tyrolska |
| 28  | Rudolf IV Założyciel                     |          | 1 listopada 1339 Wiedeń       | 27 lipca 1365 Mediolan             | 16 sierpnia 1358 | 27 lipca 1365              | Albrecht II Kulawy Joanna von Pfirt   |
| 29  | Albrecht III                             |          | 9 września 1349 Wiedeń        | 29 sierpnia 1395 Schloss Laxenburg | 27 lipca 1365    | 9 września 1379            | Albrecht II Kulawy Joanna von Pfirt   |
| 30  | Leopold III Leopold III.                 |          | 1 listopada 1351 Wiedeń       | 9 lipca 1386 Sempach               | 27 lipca 1365    | 9 lipca 1386               | Albrecht II Kulawy Joanna von Pfirt   |
| 31  | Wilhelm I Uprzejmy                       |          | ok. 1370 Wiedeń               | 15 lipca 1406 Wiedeń               | 9 lipca 1386     | 15 lipca 1406              | Leopold III Habsburg Viridis Visconti |
| 32  | Leopold IV Garbaty Leopold IV. der Dicke |          | 1371 Wiedeń                   | 3 czerwca 1411 Wiedeń              | 14 września 1406 | 3 czerwca 1411             | Leopold III Habsburg Viridis Visconti |
| 33  | Ernest Żelazny                           |          | 1377 Bruck an der Mur         | 10 czerwca 1424 Bruck an der Mur   | 3 czerwca 1411   | 10 czerwca 1424            | Leopold III Habsburg Viridis Visconti |
| 34  | Fryderyk                                 |          | 21 września 1415 Innsbruck    | 18 sierpnia 1493 Linz              | 10 czerwca 1424  | 18 sierpnia 1493           | Ernest Żelazny Cymbarka               |
| 35  | Maksymilian I                            |          | 22 marca 1459 Wiener Neustadt | 12 stycznia 1519 Wels              | 18 sierpnia 1493 | 12 stycznia 1519           | Fryderyk V Habsburg Eleonora Aviz     |
| 36  | Karol I                                  |          | 24 lutego 1500 Gent           | 21 września 1558 Yuste             | 12 stycznia 1519 | 28 kwietnia 1521 Abdykował | Filip I Piękny Joanna Szalona         |
| 37  | Ferdynand I                              |          | 10 marca 1503 Madryt          | 25 lipca 1564 Wiedeń               | 28 kwietnia 1521 | 25 lipca 1564              | Filip I Piękny Joanna Szalona         |
| 38  | Karol II                                 |          | 3 czerwca 1540 Wiedeń         | 10 lipca 1590 Graz                 | 25 lipca 1564    | 10 lipca 1590              | Ferdynand I Habsburg Anna Jagiellonka |
| 39  | Ferdynand III Ferdinand III.             |          | 9 lipca 1578 Graz             | 15 lutego 1637 Wiedeń              | 10 lipca 1590    | 15 lutego 1637             | Karol II Habsburg Maria Anna Bawarska |

Od 1637 – władcy Karyntii tożsami z władcami Austrii.